# Acquaviva Platani
Acquaviva Platani is een gemeente in de Italiaanse provincie Caltanissetta (regio Sicilië) en telt 1139 inwoners (31-12-2004). De oppervlakte bedraagt 14,7 km², de bevolkingsdichtheid is 77 inwoners per km².

## Demografie
Acquaviva Platani telt ongeveer 497 huishoudens. Het aantal inwoners daalde in de periode 1991-2001 met 21,6% volgens cijfers uit de tienjaarlijkse volkstellingen van ISTAT.
| Jaar | Inwoneraantal |
| ---- | ------------- |
| 1991 | 1570          |
| 2001 | 1231          |

## Geografie
De gemeente ligt op ongeveer 558 meter boven zeeniveau.
Acquaviva Platani grenst aan de volgende gemeenten: Cammarata (AG), Casteltermini (AG), Mussomeli, Sutera.
Acquaviva Platani · Bompensiere · Butera · Caltanissetta · Campofranco · Delia · Gela · Marianopoli · Mazzarino · Milena · Montedoro · Mussomeli · Niscemi · Resuttano · Riesi · San Cataldo · Santa Caterina Villarmosa · Serradifalco · Sommatino · Sutera · Vallelunga Pratameno · Villalba
1. ↑  https://demo.istat.it/?l=it.